# Rand Tower
La Rand Tower es un rascacielos de 26 pisos y 95 metros de alto, situado en el número 527 de Marquette Avenue, en la ciudad de Mineápolis, en el estado de Minesota (Estados Unidos). Su construcción fue terminada en 1929, momento en que fue una de las estructuras más altas de la ciudad. Fue diseñado por el estuadio de arquitectura Holabird & Root para Rufus R. Rand, miembro de la familia propietaria de la Compañía Gas Minneapolis (Minnegasco), actualmente parte de CenterPoint Energy. Rand fue aviador de la Primera Guerra Mundial, había volado en el Cuerpo Aéreo Lafayette durante la guerra. Gran parte del edificio está cubierto de decoración art déco, bajo el tema de la aviación y hay incluso una escultura en el vestíbulo, denominada Alas, del escultor noruego Oskar J. W. Hansen, conocido por sus esculturas en la Presa Hoover.
El inmueble fue incluido en el Registro Nacional de Lugares Históricos en el año 1994. Fue conocida durante un tiempo como la Torre Dain, hasta que el banco de inversiones Dain Rauscher trasladó sus oficinas en 1992. El edificio ha sido objeto de distintas reformas desde que la adquirió Gaughan Companies en 2004. en 2008, fue comprado por Hempel Properties.